# Albaron (hameau)
Pour les articles homonymes, voir Albaron.
Albaron est un hameau de la commune d'Arles, dans les Bouches-du-Rhône.

## Géographie
Ce hameau de la commune d'Arles est situé à 16 km à l'ouest de son agglomération de rattachement, Arles. Il est accessible par la route départementale 570, reliant Arles aux Saintes-Maries-de-la-Mer. Un autre accès permet de relier Saint-Gilles à l'étang de Vaccarès, via Albaron : la route départementale 37.

## Toponymie
En provençal, albaron/aubaron signifie "auberge".

## Histoire

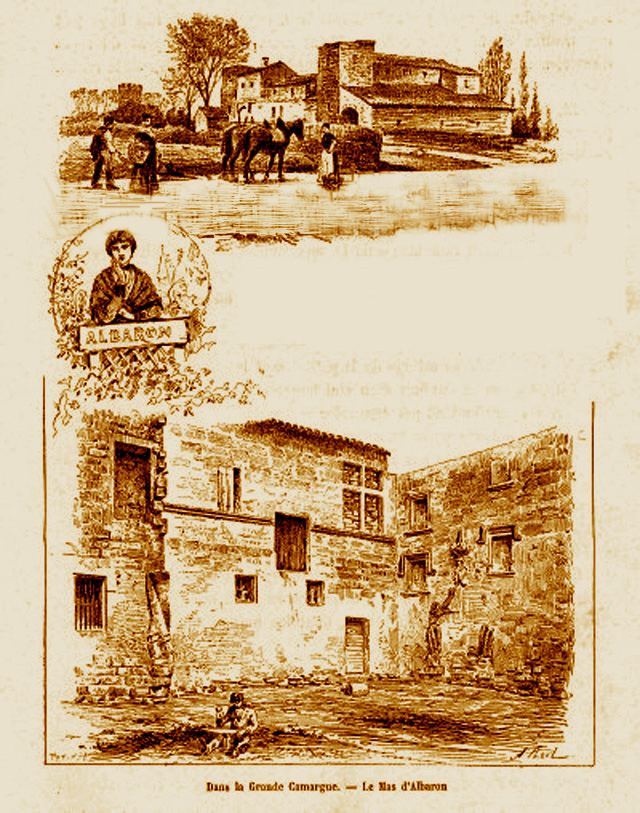
Mas d'Albaron, vestige du château, au milieu du XIXe siècle

Le lieu-dit Albaron est mentionné très tôt dans l'Histoire. Vers 1032-1039, l’abbaye Saint-Césaire possède une grande partie de la Camargue notamment les  « fiefs de Saint-Cesaire » à Bozaringue, Albaron et Trinquetaille (diplôme de Frédéric II, 1224, confirmant un diplôme de Conrad le Salique, 1032/1039, BN nouv. Acq. Lat.1367 f°193). Peu après, en 1063, la présence d’un château à Albaron est déjà attestée. La garde de ce château est confiée au cours de l'année entre ses deux propriétaires, le comte d’Arles pendant six mois, puis le prévôt du chapitre d’Arles durant les six mois suivants.
Lors de la crise ouverte par la mort en 1382 de la reine Jeanne Ire, Jame Gantelme, seigneur d’Albaron, soutient Charles de Duras contre Louis Ier d'Anjou. Le ralliement d’Arles à la cause angevine, en décembre 1385, entraîne son changement d’engagement, et il prête hommage le 12 décembre 1385.

## Vie locale

### Économie

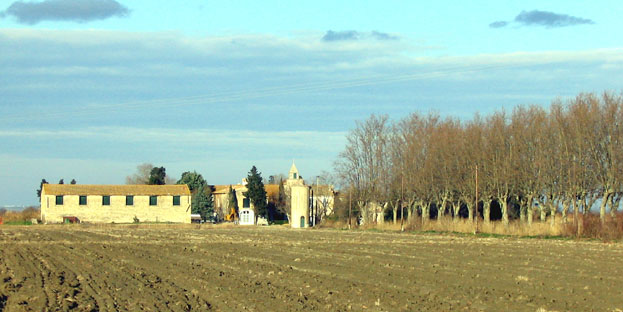
Un grand mas camarguais à proximité d'Albaron : le mas du Juge.

L'économie du hameau est essentiellement tournée vers l'agriculture et l'élevage. 
L'activité touristique est également bien implantée, avec plusieurs camping et gîtes ruraux, permettant l'hébergement de vacanciers.

### Éducation
Les élèves d'Albaron commencent leurs études au sein du hameau, au groupe scolaire, comportant école maternelle et élémentaire. En septembre 2011, l'école comptait 74 élèves

### Transports publics
Albaron est desservi par une ligne de bus, reliant Arles aux Saintes-Maries-de-la-Mer.

## Lieux et monuments
- Église Saint Vincent, reconnue en paroisse en 1230, elle fut partiellement détruite lors des guerres de Religion. Elle est alors reconstruite en 1638, avec l'accord de l'archevêque J. Aubert de Barraut, aux frais des paroissiens. L'église actuelle est un nouvel édifice, datant de 1884, car la seconde avait été pillée lors de la révolution française[6].